# 片尾字幕

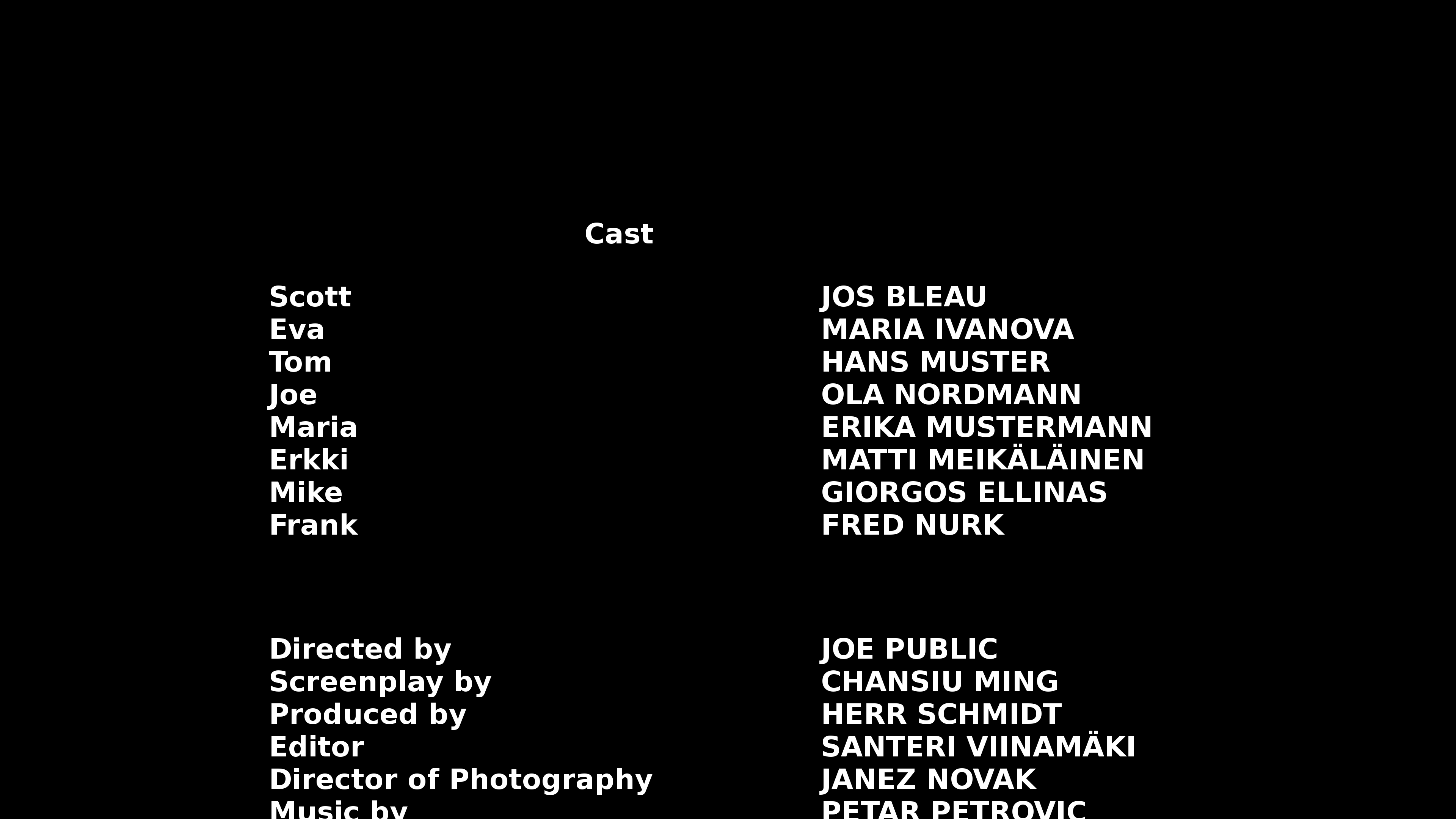
片尾字幕

片尾字幕是电影、电视节目和电子游戏（單機劇情）結束後播放的一小段視頻，視頻中列出了節目中出現的演员（主角配音員）以及參與製作節目（遊戲）的剧组人员姓名、赞助商、发行公司、節目中出現的音乐作品以及各种法律免责声明。直到20世纪60年代末和70年代初，美国电影才引入片尾字幕，並在片尾字幕中列出制作人员和演员名单。